# Ženský lední hokej

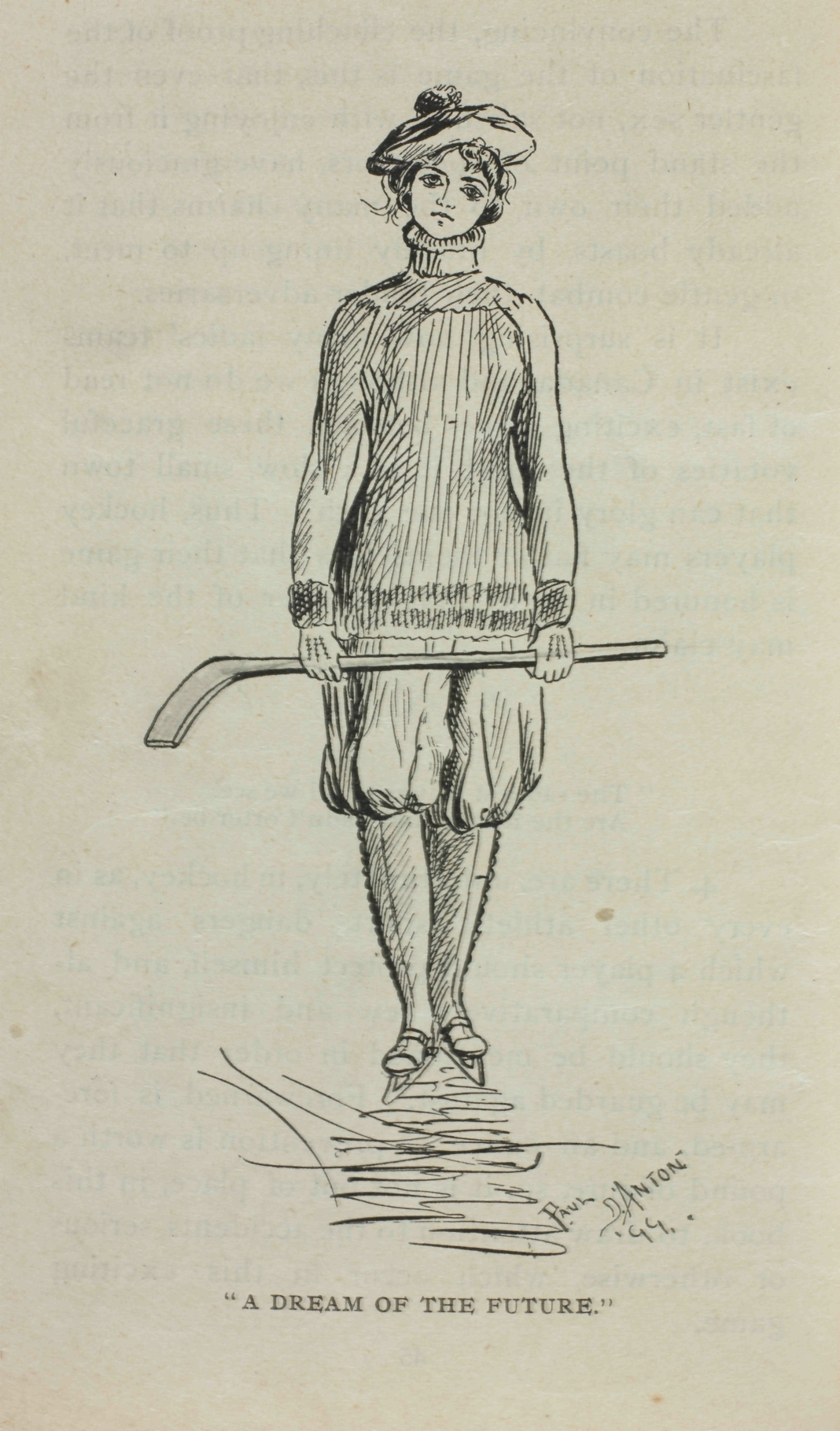
Karikatura hokejistky z roku 1899

Ženský lední hokej vznikl v devadesátých letech 19. století na kanadských univerzitách. V roce 1920 vznikla první soutěž, Pohár Lady Meredithové, a v roce 1922 byla založena Ladies Ontario Hockey Association. Roku 1987 se hrálo první, ještě neoficiální mistrovství světa (od roku 1990 pod záštitou IIHF) a od roku 1998 se stal ženský hokej olympijským sportem. V letech 1998 až 2007 existovala National Women's Hockey League, která se rozdělila na dvě soutěže: Canadian Women's Hockey League a Western Women's Hockey League. Počet hráček rychle roste, v roce 2010 bylo na celém světě evidováno přes 170 000 hokejistek. V roce 2015 byla opět založena liga s názvem National Women's Hockey League, od roku 2021 přejmenovaná na Premier Hockey Federation.
První ženou hrající v mužské soutěži byla Karen Kochová, která v sezoně 1969/70 chytala za poloprofesionální klub Marquette Iron Rangers. Další brankářka Manon Rhéaumeová byla od roku 1992 na soupisce Tampa Bay Lightning, i když nastupovala jen v přátelských zápasech. V Southern Professional Hockey League se představila olympijská vítězka Shannon Szabadosová. Jako první hráčka v poli působila v roce 2003 Hayley Wickenheiserová ve třetiligovém finském klubu Kirkkonummi Salamat.
V Československu se hraje ligová soutěž od roku 1985. Nejvíce titulů má HC Slavia Praha, která v sezóně 2017/18 získala svůj desátý titul. Česká ženská hokejová reprezentace hraje mezinárodně od roku 1993, kdy hrála na mistrovství Evropy.
Pravidla se od mužského hokeje liší tím, že je zakázáno hrát tělem a všechny hráčky musejí mít celoobličejové drátěné masky. Také není dovoleno hrát s dlouhými rozpuštěnými vlasy.
Soutěžně hraje v roce 2014 ženský hokej 36 zemí. Problémem je jasná dominance USA a Kanady, které si dosud rozdělily všechny tituly na olympiádě a MS (s výjimkou OH 2006, kde byly druhé Švédky, také vždy obsadily zámořské týmy první dvě příčky). V Kanadě je registrováno 85 000 hráček, v USA 65 000, na třetím místě je Finsko s necelými pěti tisíci. Právě pro nevyrovnanost světové konkurence se uvažuje o vyřazení ženského hokeje z olympijského programu.

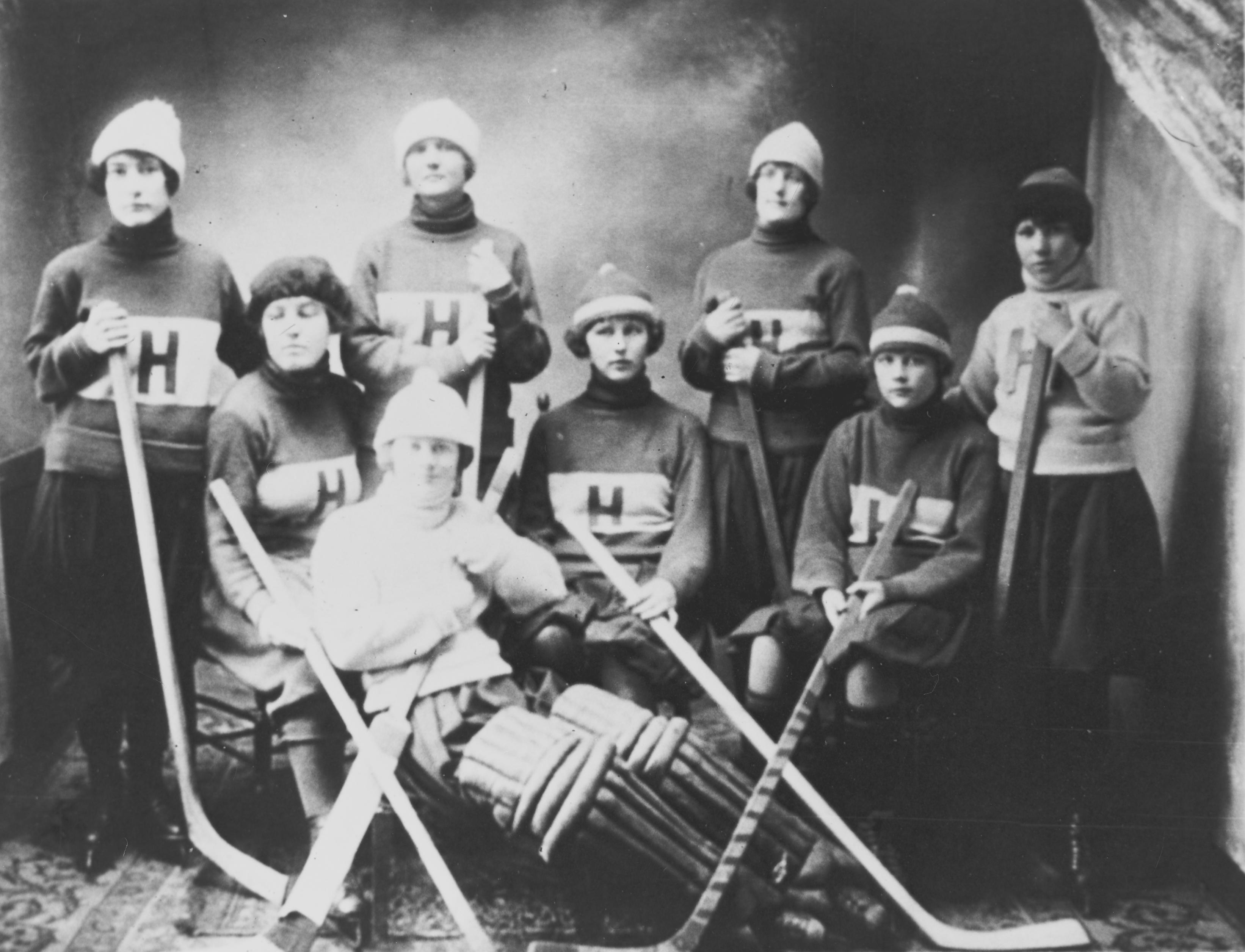
Ženský hokejový tým v kanadském městě Hardisty, okolo roku 1900
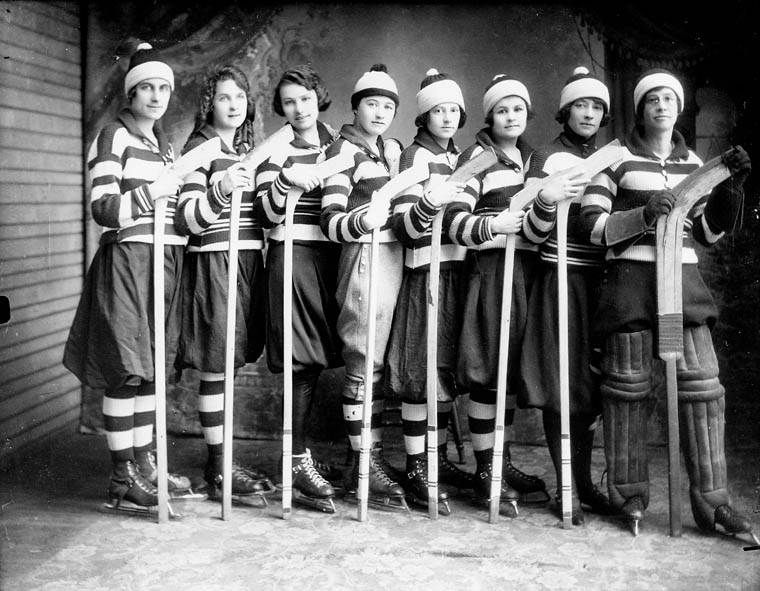
Ženský hokejový tým ve městě Gore Bay v roce 1921
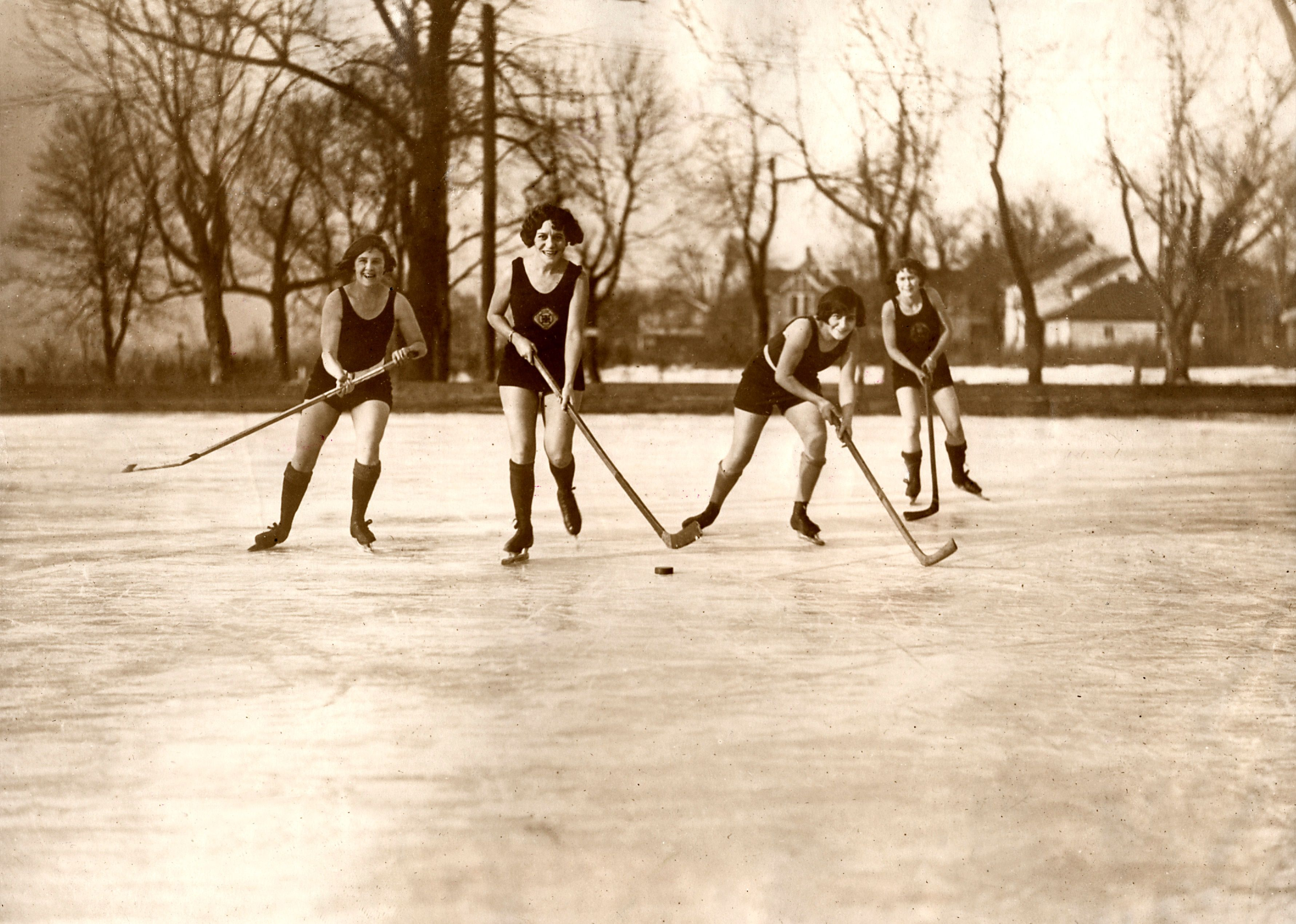
Ženy hrající hokej v plavkách v Minnesotě v roce 1925
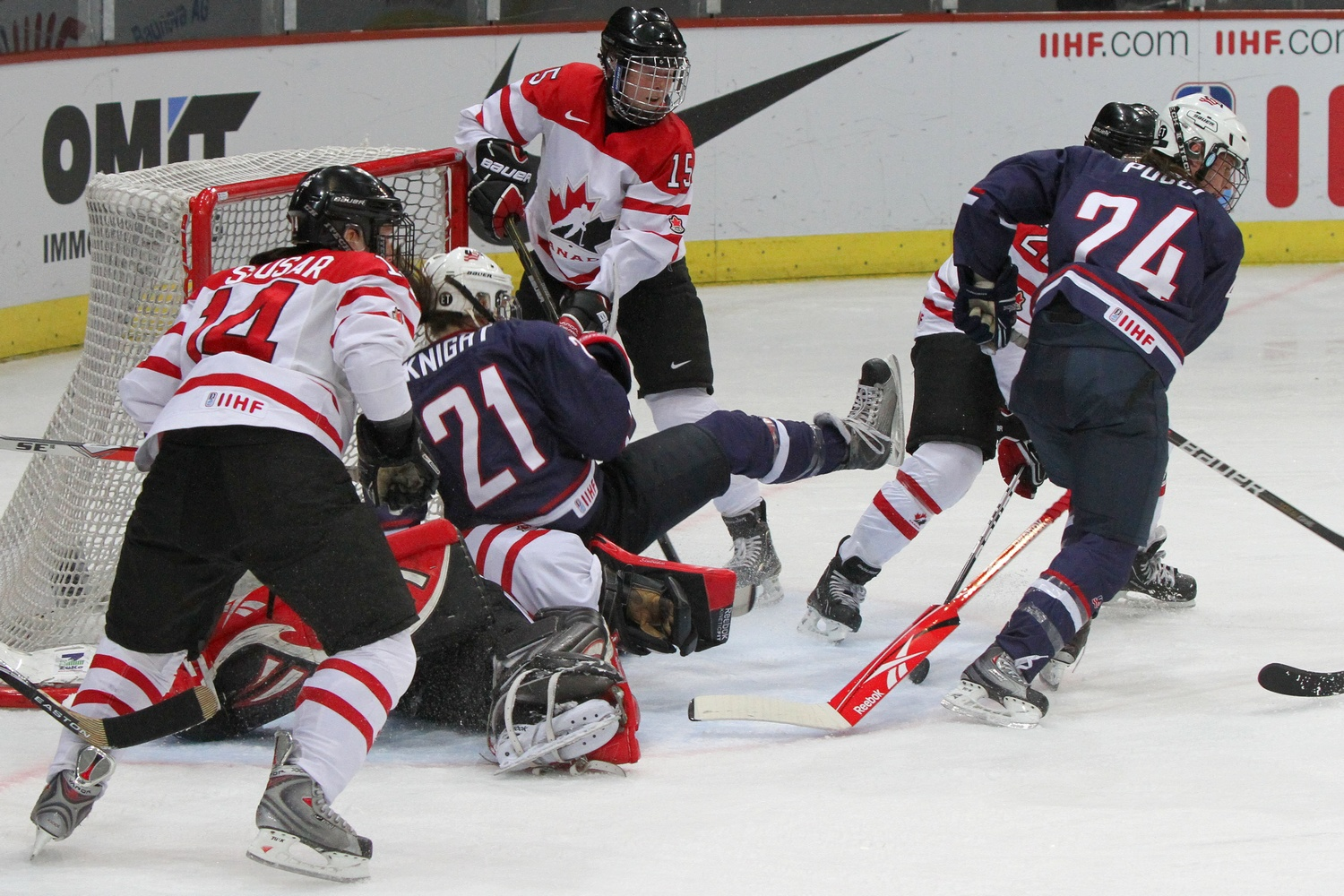
Finálový zápas USA – Kanada na MS 2011
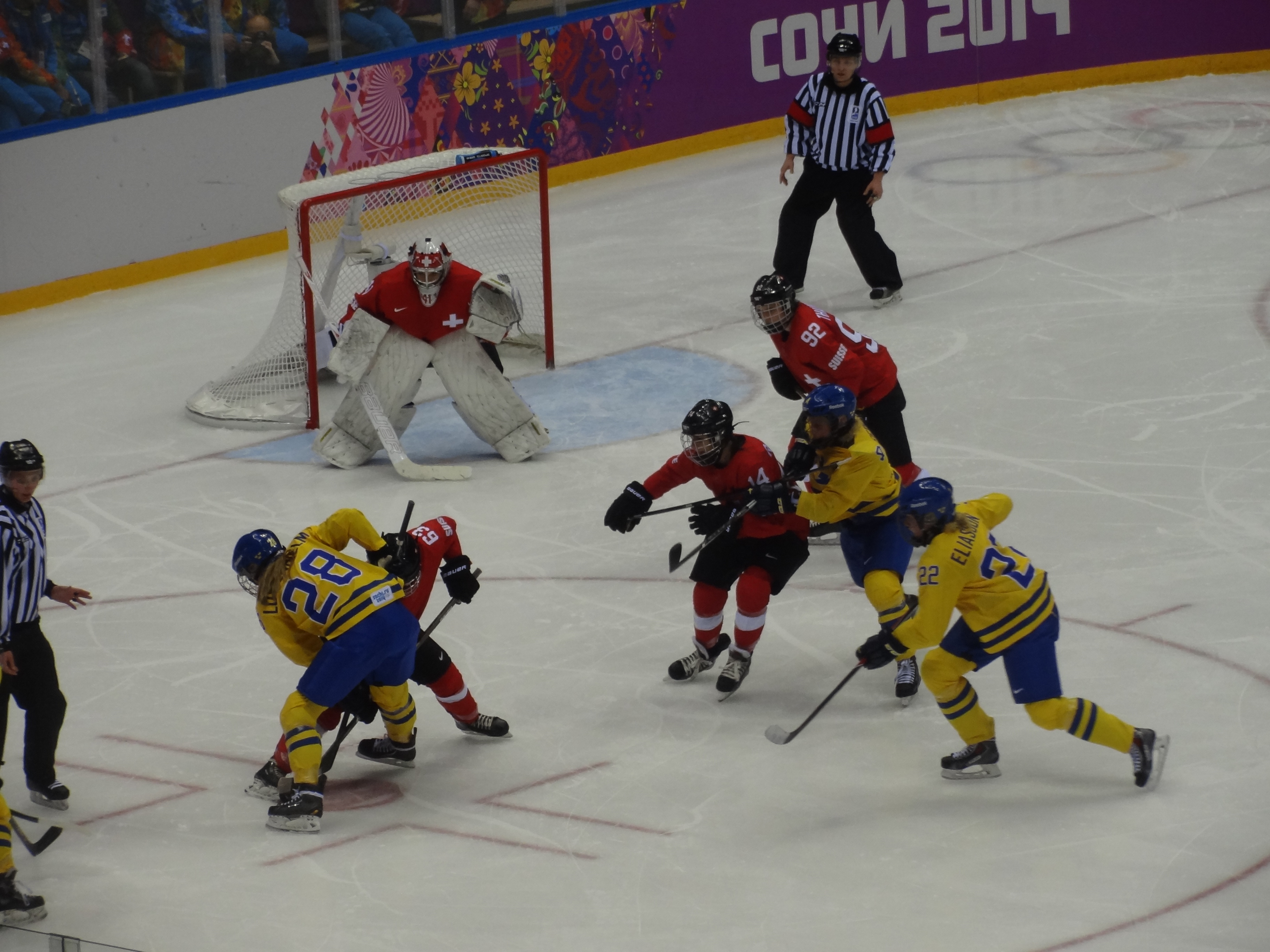
Zápas o bronz na ZOH 2014 Švédsko – Švýcarsko